# Gmina Udbina
Gmina Udbina (chorw. Općina Udbina) – gmina w Chorwacji, w żupanii licko-seńskiej.

## Demografia
Populacja: 1909 mieszkańców (2011).
| Liczba ludności | Liczba ludności | Liczba ludności | Liczba ludności | Liczba ludności | Liczba ludności | Liczba ludności | Liczba ludności | Liczba ludności | Liczba ludności | Liczba ludności | Liczba ludności | Liczba ludności | Liczba ludności | Liczba ludności |
| --------------- | --------------- | --------------- | --------------- | --------------- | --------------- | --------------- | --------------- | --------------- | --------------- | --------------- | --------------- | --------------- | --------------- | --------------- |
| 1857            | 1869            | 1880            | 1890            | 1900            | 1910            | 1921            | 1931            | 1948            | 1953            | 1961            | 1971            | 1981            | 1991            | 2001            |
| 1216            | 1341            | 1166            | 1367            | 1616            | 1475            | 1177            | 1186            | 152             | 274             | 518             | 675             | 853             | 1162            | 735             |

## Miejscowości w gminie
Gmina składa się z następujących miejscowości:

- Breštane
- Bunić
- Čojluk
- Debelo Brdo
- Donji Mekinjar
- Frkašić
- Grabušić
- Jagodnje
- Jošan
- Klašnjica
- Komić
- Krbava
- Kurjak
- Mutilić
- Ondić
- Pećane
- Podlapača
- Poljice
- Rebić
- Šalamunić
- Srednja Gora
- Svračkovo Selo
- Tolić
- Udbina
- Vedašić
- Visuć